# هز الكتف
هز الكتف (يُطلق عليه رفع الكتف) هو تمرينًا يستخدم لتطوير عضلة شبه المنحرفة العلوية. في تدريبات رفع الأثقال.

## الشكل والتنفيذ
يقف الرافع منتصبًا، ويده متباعدة بمسافة عرض الكتفين تقريبًا، ويرفع الكتفين ببطء إلى أعلى قدر الإمكان، ثم يخفضهما ببطء، مع عدم ثني المرفقين أو تحريك الجسم على الإطلاق. قد لا يكون لدى الرافع نطاق حركة كبير كما هو الحال في رفع الكتف العادي الذي يتم من أجل المرونة النشطة. يُعتبر عادةً شكلًا جيدًا إذا كان ميل الكتفين أفقيًا في الوضع المرتفع.

## معدات
يمكن استخدام قضيب الحديد، أو الدمبل، أو قضيب الفخ، أو أشرطة المقاومة، أو العارضتين المتوازيتين، أو آلة سميث للمقاومة، ويمكن استخدام قبضة من فوق أو من الداخل أو من الخارج أو من تحت أو قبضة مختلطة. يمكن حمل قضيب الحديد أمام الفخذين، مع الاستناد على العضلة الرباعية الرؤوس، أو خلفه، مع الاستناد على أوتار الركبة. استخدام هذه الاستثناءات داخل وخارج القبضات. يمكن أيضًا استخدام دمبل واحد أو اثنين أو كيتلبلز معًا أو مقابل بعضهما البعض. يمكن أيضًا استخدام قضيب الإمساك، مما يتطلب قبضة داخلية. يمكن أيضًا استخدام آلات رفع الساق أثناء الوقوف لتنفيذ حركة رفع الكتفين، عن طريق وضع الوسادات على الكتفين ومحاولة رفع الكتفين لأعلى قدر الإمكان.

## فوائد
يمكن أن تساعد تمارين رفع الكتف على تقوية عضلات الرقبة والكتف مما يساعد في النهاية على تقليل آلام الرقبة. العضلة الأساسية التي يتم تنشيطها أثناء رفع الكتف هي العضلة شبه المنحرفة.